# 자스미눔 오피시날레

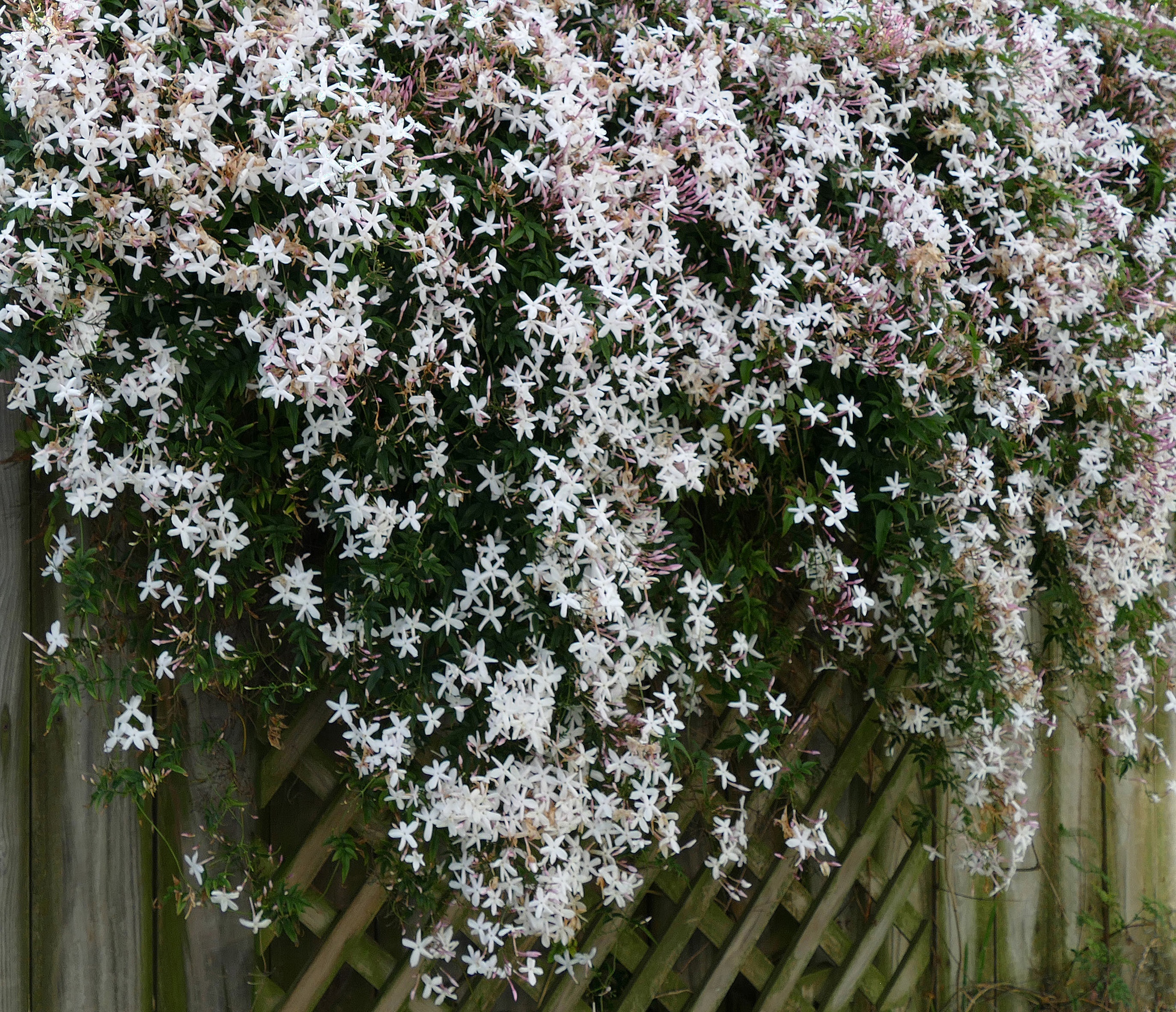
자스미눔 오피시날레

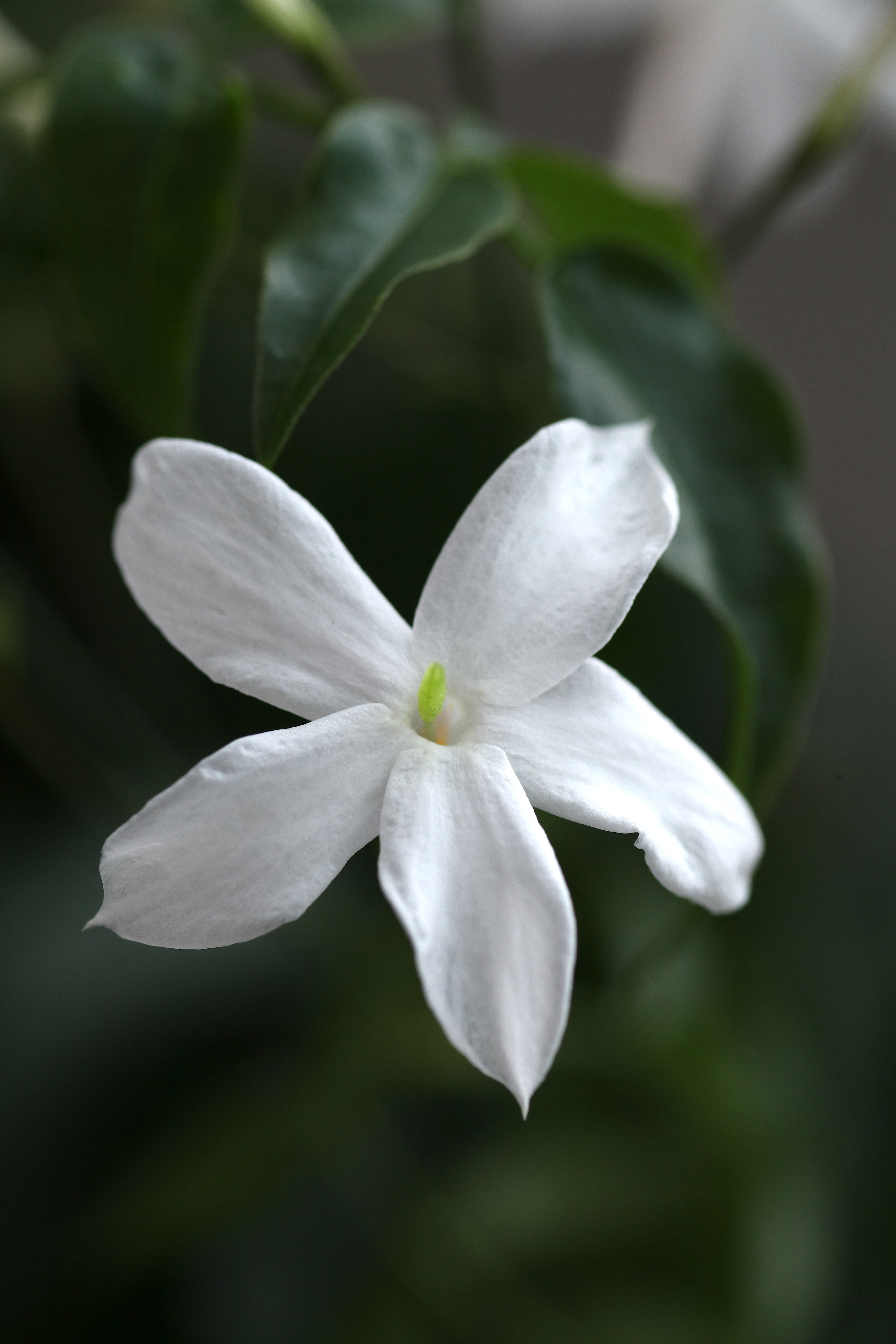
자스미눔 오피시날레

파키스탄의 방패를 상징하는 자스민 꽃 화환

자스미눔 오피시날레(학명: Jasminum officinale)는 물푸레나무과에 속하는 속씨식물의 일종이다. 보통 재스민(영어: common jasmine), 단순히 재스민(영어: jasmine)으로 알려져 있다. 자스미눔 오피시날레는 코카서스와 아시아 일부 지역이 원산지이며 널리 귀화되었다.
자스미눔 오피시날레는 여름 재스민(영어: summer jasmine), 시인의 재스민(영어: poet's jasmine), 화이트 재스민(영어: white jasmine), 참 재스민(영어: true jasmine), 제스민(영어: jessamine)으로도 알려져 있으며 여름에 꽃이 피는데 그 강렬한 향기로 인해 온대 지방의 정원사들에게 높은 평가를 받고 있다. 자스미눔 오피시날레는 파키스탄의 국화이기도 하다.

## 같이 보기
- 물푸레나무과